# Vogelinsel Max-Eyth-See
Das Gebiet Vogelinsel Max-Eyth-See ist ein 2007 eingerichtetes und mit Verordnung vom 5. Februar 2010 durch das Ministerium für Ernährung und Ländlichen Raum festgelegtes Europäisches Vogelschutzgebiet (Schutzgebietskennung DE-7121-441) in der baden-württembergischen Landeshauptstadt Stuttgart in Deutschland.

## Lage
Das rund drei Hektar große Vogelschutzgebiet „Vogelinsel Max-Eyth-See“ liegt im nordwestlichen Bereich des Max-Eyth-Sees, eines künstlich angelegten Sees direkt am Neckar, am Fuße von Weinbergen zwischen den Stuttgarter Stadtteilen Mühlhausen und Hofen gelegen.

## Beschreibung
Beschrieben wird das Schutzgebiet „Vogelinsel Max-Eyth-See“ als eine „durch gezielte Rekultivierung eines früheren Baggersees geschaffene Insel, die die ehemalige Kies- und Schottergewinnung am Neckar dokumentiert. Sie ist vom Freizeitbetrieb abgeriegelt und mit Sukzessionsstadien des Erlen-, Eschen-, Weidenauwalds bestanden.“.

### Bedeutung
Auf der „Vogelinsel Max-Eyth-See“ ist das einzige regelmäßige Brutvorkommen des Nachtreihers in Baden-Württemberg.

### Lebensraumklassen
|                                      |                                      |  |      |      |
| Mischwald                            | Mischwald                            |  | 8 %  | 8 %  |
| Binnengewässer, stehend und fließend | Binnengewässer, stehend und fließend |  | 50 % | 50 % |
| Sonstiges (Bebauung usw.)            | Sonstiges (Bebauung usw.)            |  | 42 % | 42 % |
|                                      |                                      |  |      |      |

## Schutzzweck
Die gebietsbezogenen Erhaltungsziele sind je nach Art unterschiedlich beschrieben:

### Brutvögel
Brutvogelarten, die im Anhang I der Vogelschutzrichtlinie aufgelistet und für die in ganz Europa besondere Maßnahmen anzuwenden sind. In diese Kategorie fallen in Baden-Württemberg insgesamt 39 Arten, im Schutzgebiet „Vogelinsel Max-Eyth-See“ nur eine Art.

#### Nachtreiher (Nycticorax nycticorax)

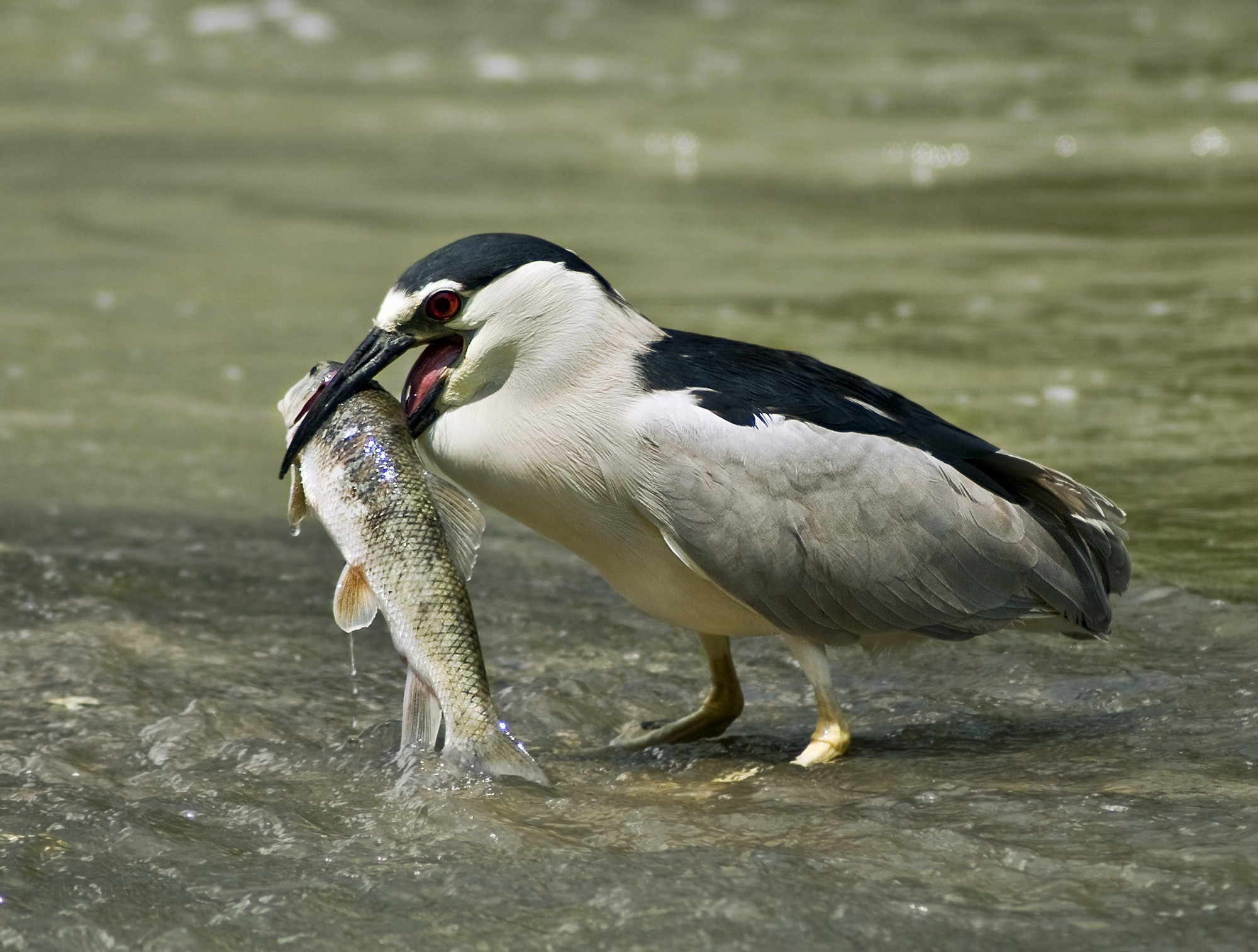
Nachtreiher mit Beute

Erhaltung einer dichten Ufervegetation und zur Nestanlage geeigneter Baumbestände, Erhaltung der bestehenden Graureiherkolonien, Erhaltung von Sekundärlebensräumen wie aufgelassene Abbaustätten mit vorgenannten Lebensstätten, Erhaltung des Nahrungsangebots mit Amphibien, Kleinfischarten und Jungfischaufkommen sowie Kleinsäugern sowie Erhaltung störungsfreier oder zumindest störungsarmer Fortpflanzungsstätten während der Fortpflanzungszeit vom 1. April bis zum 15. September.

### Zugvögel
Weitere, nicht in Anhang I aufgelistete Zugvogelarten, die im Land brüten und für die Schutzgebiete ausgewählt wurden. In diese Kategorie fallen in Baden-Württemberg insgesamt 36 Arten, im Schutzgebiet „Vogelinsel Max-Eyth-See“ ist keine Art erfasst.